# I. Huit
Huit vagy Khuit ókori egyiptomi királyné az óbirodalom idején; az V. vagy VI. dinasztia egyik uralkodójának felesége.
A szakkarai D 14 sír tulajdonosa. Családi kapcsolatai ismeretlenek, egy fáraó leánya és egy másik fáraó felesége volt az V. dinasztia korának végén vagy a VI. elején élt, sírjának stílusa alapján datálható erre az időszakra. Wilfried Seipel szerint Huit férje esetleg Menkauhór volt, az V. dinasztia utolsó uralkodóinak egyike. Seipel a Huit sírja körüli sírok datálása alapján datálta Huitot az V. dinasztia közepére, és kizárásos alapon feltételezi, hogy Menkauhór lehetett a férje, mert a többi korabeli uralkodó felesége ismert. Michel Baud ezt kritizálta, azon az alapon, hogy az uralkodóknak több királynéjuk is lehetett. Menkauhór fő feleségének gyakran tartják IV. Mereszanhot is, aki Huit kortársa lehetett.
Huit címei: A jogar úrnője (wr.t-ḥts), Aki látja Hóruszt és Széthet (m33.t-ḥrw-stš), Nagy tiszteletben álló (wr.t-ḥz.wt), A hatalmas segítője (vagy Hórusz segítője; az olvasat bizonytalan) (ḫt.t wr vagy ḫt.t ḥrw), A király szeretett felesége (ḥm.t-nỉswt mrỉỉ.t=f), A király felesége (ḥm.t-nỉswt), A király leánya (z3.t-n.t-nỉswt).